# Медіум (телесеріал)
Медіум (англ. Medium) — американський детективно-містичний телесеріал, що вперше показали у 2005–2011 роках на телеканалах NBC та CBS. Серіал розповідає про роботу та особисте життя медіума Елісон Дюбуа (акторка Патриція Аркетт), яка допомагає в розслідуваннях убивств прокурору міста Фенікс, штат Аризона на південному заході США.
Пілотний епізод серіалу «Медіум» вийшов на каналі NBC 3 січня 2005 року та отримав схвальні відгуки критиків і глядачів. Протягом 2005–2009 років телеканал показав чотири сезони та розпочав показ п'ятого, який продовжився на телеканалі CBS — він показував серіал до 21 січня 2011 року, до закриття шоу після сьомого сезону.

## Сюжет
Акторка Патриція Аркетт грає Елісон Дюбуа (Allison DuBois), дружину інженера-винахідника, маму трьох дочок, яка вирішила вивчитися на юриста. Елісон з дитинства має дар спілкуватися с привидами, але тільки під час стажування в прокуратурі медіум розуміє, що може розкривати злочини. Вона бачить сни з докладним висвітленням подій, може розмовляти з душами померлих, які розкривають їй недоступні звичайним людям таємниці, часом передбачає майбутнє.
Окружний прокурор Мануель Девалос (актор Мігель Сандоваль) не може офіційно найняти медіума на роботу, тому використовує Елісон Дюбуа як незалежну консультантку, не загострюючи увагу на її конкретних здібностях і талантах. Найчастіше Елісон працює з поліційним детективом Лі Скенлоном (актор Девід Кьюбіт), талановитим слідчим, який вирізняється розвиненою інтуїцією. Ще один член імпровізованої команди — помічниця мера Лінн ДіНові (акторка Тіна ДіДжозеф).
Елісон успадкувала свій дар медіуму від бабусі, як і її дочки — Аріель, Бріджит та Марі; дещо слабші надзвичайні здібності має молодший брата Елисон, Майкл.

## У головних ролях
| Актори                                | Персонажі                        | Примітки                          | Епізоди (2005—2011) |
| ------------------------------------- | -------------------------------- | --------------------------------- | ------------------- |
| Патриція Аркетт (Patricia Arquette)   | Елісон Дюбуа (Allison Dubois)    | медіум, консультантка прокуратури | 130 епізодів        |
| Мігель Сандовал (Miguel Sandoval)     | Мануель Девалос (Manuel Devalos) | окружний прокурор (англ. D.A.)    | 130 епізодів *      |
| Девід Кьюбіт (David Cubitt)           | Лі Скенлон (Lee Scanlon)         | детектив поліції                  | 121 епізод          |
| Софія Васильєва (Sofia Vassilieva)    | Аріель (Ariel)                   | старша дочка Елісон і Джо Дюбуа   | 130 епізодів *      |
| Марія Ларк (Maria Lark)               | Бріджит (Bridgette)              | середня дочка Елісон і Джо Дюбуа  | 130 епізодів *      |
| Джейк Вебер (Jake Weber)              | Джо Дюбуа (Joe Dubois)           | інженер-математик, чоловік Елісон | 130 епізодів *      |
| Міранда Карабелла (Miranda Carabello) | Марі (Marie)                     | молодша дочка Елісон і Джо Дюбуа  | 76 епізодів         |
| Медісон Карабелло (Madison Carabello) | Марі (Marie)                     | молодша дочка Елісон і Джо Дюбуа  | 47 епізодів         |
| Тіна ДіДжозеф (Tina DiJoseph)         | Лінн ДіНові (Lynn DiNovi)        | помічниця мера міста              | 40 епізодів         |

* діти та Мігель Сандоваль указані в титрах кожного епізоду, хоча насправді знімалися не в усіх серіях.

## Список епізодів
| Сезон | Кількість епізодів | Прем'єрний показ  | Прем'єрний показ | Прем'єрний показ |
| Сезон | Кількість епізодів | Початок           | Закінчення       | Телеканал        |
| ----- | ------------------ | ----------------- | ---------------- | ---------------- |
| 1     | 16                 | 3 січня 2005      | 23 травня 2005   | NBC              |
| 2     | 22                 | 19 вересня 2005   | 22 травня 2006   | NBC              |
| 3     | 22                 | 15 листопада 2006 | 16 травня 2007   | NBC              |
| 4     | 16                 | 7 січня 2008      | 12 травня 2008   | NBC              |
| 5     | 19                 | 2 лютого 2009     | 1 червня 2009    | NBC / CBS        |
| 6     | 22                 | 25 вересня 2009   | 21 травня 2010   | CBS              |
| 7     | 13                 | 24 вересня 2010   | 21 січня 2011    | CBS              |